# Municipio de Cincinnati (Iowa)
El municipio de Cincinnati (en inglés: Cincinnati Township) es un municipio ubicado en el condado de Harrison en el estado estadounidense de Iowa. En el año 2010 tenía una población de 197 habitantes y una densidad poblacional de 1,86 personas por km².

## Geografía
El municipio de Cincinnati se encuentra ubicado en las coordenadas 41°33′44″N 96°1′26″O / 41.56222, -96.02389. Según la Oficina del Censo de los Estados Unidos, el municipio tiene una superficie total de 105.7 km², de la cual 102,25 km² corresponden a tierra firme y (3,26 %) 3,45 km² es agua.

## Demografía
Según el censo de 2010, había 197 personas residiendo en el municipio de Cincinnati. La densidad de población era de 1,86 hab./km². De los 197 habitantes, el municipio de Cincinnati estaba compuesto por el 98,98 % blancos, el 0,51 % eran asiáticos y el 0,51 % eran de una mezcla de razas. Del total de la población el 2,03 % eran hispanos o latinos de cualquier raza.